# فهرست کشورها و قلمروها بر پایه مرزهای زمینی

کشورهای بنفش رنگ فاقد مرز زمینی هستند.

در اینجا فهرست کشورها و قلمروها بر پایه مرزهای زمینی ارائه شده‌است. مرز کشورهایی که از طریق پل یا سایر گذرگاه‌های ساخت انسان با یکدیگر ارتباط دارند زمینی محسوب نمی‌شود. البته پل‌هایی که روی دریاچه‌ها، رودها و سایر آب‌های داخلی ساخته شده‌اند در این مقاله شامل مرز زمینی می‌شوند.

## فهرست
| کشور یا قلمرو (Territories without full sovereignty in italics) | طول کلی مرز زمینی | طول کلی مرز زمینی | تعداد مرزها | تعداد همسایه‌ها | همسایه‌های زمینی و طول مرز (Territories without full sovereignty in italics) (#) = No. of unique land boundaries with that country or territory |
| کشور یا قلمرو (Territories without full sovereignty in italics) | کیلومتر           | مایل              | تعداد مرزها | تعداد همسایه‌ها | همسایه‌های زمینی و طول مرز (Territories without full sovereignty in italics) (#) = No. of unique land boundaries with that country or territory |
| --- | ----------------- | ----------------- | ----------- | -------------- | --- |
| آبخاز | ۳۸۲               | ۲۳۷               | ۲           | ۲              | شامل: روسیه: ۲۴۱ کیلومتر (۱۵۰ مایل) · گرجستان: ۱۴۱ کیلومتر (۸۸ مایل) |
| افغانستان | ۵٬۵۲۹             | ۳٬۴۳۶             | 6 (7)       | ۶              | شامل: چین: ۷۶ کیلومتر (۴۷ مایل) · ایران: ۹۳۵ کیلومتر (۵۸۱ مایل) · پاکستان: ۲٬۴۳۰ کیلومتر (۱٬۵۱۰ مایل) · تاجیکستان: ۱٬۲۰۶ کیلومتر (۷۴۹ مایل) · ترکمنستان: ۷۴۴ کیلومتر (۴۶۲ مایل) · ازبکستان: ۱۳۷ کیلومتر (۸۵ مایل) |
| آلبانی | ۷۲۰               | ۴۵۰               | ۴           | ۴              | شامل: یونان: ۲۸۲ کیلومتر (۱۷۵ مایل) · کوزوو: ۱۱۲ کیلومتر (۷۰ مایل) · مقدونیه شمالی: ۱۵۱ کیلومتر (۹۴ مایل) · مونته‌نگرو: ۱۷۲ کیلومتر (۱۰۷ مایل) |
| الجزایر | ۶٬۴۷۰             | ۴٬۰۲۰             | ۷           | ۷              | شامل: لیبی: ۹۸۲ کیلومتر (۶۱۰ مایل) · مالی: ۱٬۳۷۶ کیلومتر (۸۵۵ مایل) · موریتانی: ۴۶۳ کیلومتر (۲۸۸ مایل) · مراکش: ۱٬۵۵۹ کیلومتر (۹۶۹ مایل) · نیجر: ۹۵۶ کیلومتر (۵۹۴ مایل) · تونس: ۱٬۰۱۰ کیلومتر (۶۳۰ مایل) · صحرای غربی: ۴۲ کیلومتر (۲۶ مایل) |
| آندورا | ۱۲۰               | ۷۵                | ۲           | ۲              | شامل: فرانسه: ۵۶٫۶ کیلومتر (۳۵٫۲ مایل) · اسپانیا: ۶۳٫۷ کیلومتر (۳۹٫۶ مایل) |
| آنگولا | ۵٬۱۹۸             | ۳٬۲۳۰             | ۵           | ۴              | شامل: جمهوری دموکراتیک کنگو (2): ۲٬۵۱۱ کیلومتر (۱٬۵۶۰ مایل) · جمهوری کنگو: ۲۰۱ کیلومتر (۱۲۵ مایل) · نامیبیا: ۱٬۳۷۶ کیلومتر (۸۵۵ مایل) · زامبیا: ۱٬۱۱۰ کیلومتر (۶۹۰ مایل) |
| آنتیگوآ و باربودا | ۰                 | ۰                 | ۰           | ۰              | |
| آرژانتین | ۹٬۶۶۵             | ۶٬۰۰۶             | ۶           | ۵              | شامل: بولیوی: ۸۳۲ کیلومتر (۵۱۷ مایل) · برزیل: ۱٬۲۲۴ کیلومتر (۷۶۱ مایل) · شیلی (2): ۵٬۳۰۰ کیلومتر (۳٬۳۰۰ مایل) · پاراگوئه: ۱٬۸۸۰ کیلومتر (۱٬۱۷۰ مایل) · اروگوئه: ۵۷۹ کیلومتر (۳۶۰ مایل) |
| ارمنستان | ۱٬۲۵۴             | ۷۷۹               | ۵           | ۴              | شامل: جمهوری آذربایجان (6): ۷۸۷ کیلومتر (۴۸۹ مایل) · گرجستان: ۱۶۴ کیلومتر (۱۰۲ مایل) · ایران: ۳۵ کیلومتر (۲۲ مایل) · ترکیه: ۲۶۸ کیلومتر (۱۶۷ مایل) |
| استرالیا | ۰                 | ۰                 | ۰           | ۰              | |
| اتریش | ۲٬۵۶۲             | ۱٬۵۹۲             | ۹           | ۸              | شامل: جمهوری چک: ۳۶۲ کیلومتر (۲۲۵ مایل) · آلمان: ۷۸۴ کیلومتر (۴۸۷ مایل) · مجارستان: ۳۶۶ کیلومتر (۲۲۷ مایل) · ایتالیا: ۴۳۰ کیلومتر (۲۷۰ مایل) · لیختن‌اشتاین: ۳۴ کیلومتر (۲۱ مایل) · اسلواکی: ۹۱ کیلومتر (۵۷ مایل) · اسلوونی: ۳۳۰ کیلومتر (۲۱۰ مایل) · سوئیس (2): ۱۶۴ کیلومتر (۱۰۲ مایل) |
| جمهوری آذربایجان | ۲٬۰۱۳             | ۱٬۲۵۱             | ۷           | ۵              | شامل: ارمنستان (6): ۷۸۷ کیلومتر (۴۸۹ مایل) · گرجستان: ۳۲۲ کیلومتر (۲۰۰ مایل) · ایران (2): ۴۳۲ کیلومتر (۲۶۸ مایل) · روسیه: ۲۸۴ کیلومتر (۱۷۶ مایل) · ترکیه: ۹ کیلومتر (۵٫۶ مایل) |
| باهاما | ۰                 | ۰                 | ۰           | ۰              | |
| بحرین | ۰                 | ۰                 | ۰           | ۰              | |
| بنگلادش | ۴٬۲۴۶             | ۲٬۶۳۸             | ۳           | ۲              | شامل: هند (2), including Dahagram-Angarpota: ۴٬۰۵۳ کیلومتر (۲٬۵۱۸ مایل) · میانمار: ۱۹۳ کیلومتر (۱۲۰ مایل) |
| باربادوس | ۰                 | ۰                 | ۰           | ۰              | |
| بلاروس | ۲٬۹۰۰             | ۱٬۸۰۰             | ۵           | ۵              | شامل: لتونی: ۱۴۱ کیلومتر (۸۸ مایل) · لیتوانی: ۵۰۲ کیلومتر (۳۱۲ مایل) · لهستان: ۴۰۷ کیلومتر (۲۵۳ مایل) · روسیه: ۹۵۹ کیلومتر (۵۹۶ مایل) · اوکراین: ۸۹۱ کیلومتر (۵۵۴ مایل) |
| بلژیک | ۱٬۳۸۵             | ۸۶۱               | ۳۹          | ۴              | شامل: فرانسه: ۶۲۰ کیلومتر (۳۹۰ مایل) · آلمان (6): ۱۶۷ کیلومتر (۱۰۴ مایل) · لوکزامبورگ: ۱۴۸ کیلومتر (۹۲ مایل) · هلند (31): ۴۵۰ کیلومتر (۲۸۰ مایل) |
| بلیز | ۵۱۶               | ۳۲۱               | ۲           | ۲              | شامل: گواتمالا: ۲۶۶ کیلومتر (۱۶۵ مایل) · مکزیک: ۲۵۰ کیلومتر (۱۶۰ مایل) |
| بنین | ۱٬۹۸۹             | ۱٬۲۳۶             | ۴           | ۴              | شامل: بورکینافاسو: ۳۰۶ کیلومتر (۱۹۰ مایل) · نیجر: ۲۶۶ کیلومتر (۱۶۵ مایل) · نیجریه: ۷۷۳ کیلومتر (۴۸۰ مایل) · توگو: ۶۴۴ کیلومتر (۴۰۰ مایل) |
| بوتان (کشور) | ۱٬۰۷۵             | ۶۶۸               | ۲           | ۲              | شامل: چین: ۴۷۰ کیلومتر (۲۹۰ مایل) · هند: ۶۰۵ کیلومتر (۳۷۶ مایل) |
| بولیوی | ۶٬۷۴۳             | ۴٬۱۹۰             | ۵           | ۵              | شامل: آرژانتین: ۸۳۲ کیلومتر (۵۱۷ مایل) · برزیل: ۳٬۴۰۰ کیلومتر (۲٬۱۰۰ مایل) · شیلی: ۸۶۱ کیلومتر (۵۳۵ مایل) · پاراگوئه: ۷۵۰ کیلومتر (۴۷۰ مایل) · پرو: ۹۰۰ کیلومتر (۵۶۰ مایل) |
| بوسنی و هرزگوین | ۱٬۴۵۹             | ۹۰۷               | ۵           | ۳              | شامل: کرواسی (2): ۹۳۲ کیلومتر (۵۷۹ مایل) · مونته‌نگرو: ۲۲۵ کیلومتر (۱۴۰ مایل) · صربستان (2): ۳۰۲ کیلومتر (۱۸۸ مایل) |
| بوتسوانا | ۴٬۰۱۵             | ۲٬۴۹۵             | ۴           | ۴              | شامل: نامیبیا: ۱٬۳۶۰ کیلومتر (۸۵۰ مایل) · آفریقای جنوبی: ۱٬۸۴۰ کیلومتر (۱٬۱۴۰ مایل) · زامبیا: ۰٫۱۵ کیلومتر (۰٫۰۹۳ مایل) · زیمبابوه: ۸۱۳ کیلومتر (۵۰۵ مایل) |
| برزیل | ۱۴٬۶۹۱            | ۹٬۱۲۹             | ۱۰          | ۱۰             | شامل: آرژانتین: ۱٬۲۲۴ کیلومتر (۷۶۱ مایل) · بولیوی: ۳٬۴۰۰ کیلومتر (۲٬۱۰۰ مایل) · کلمبیا: ۱٬۶۴۳ کیلومتر (۱٬۰۲۱ مایل) · گویان فرانسه (France): ۶۷۳ کیلومتر (۴۱۸ مایل) · گویان: ۱٬۱۱۹ کیلومتر (۶۹۵ مایل) · پاراگوئه: ۱٬۲۹۰ کیلومتر (۸۰۰ مایل) · پرو: ۱٬۵۶۰ کیلومتر (۹۷۰ مایل) · سورینام: ۵۹۷ کیلومتر (۳۷۱ مایل) · اروگوئه: ۹۸۵ کیلومتر (۶۱۲ مایل) · ونزوئلا: ۲٬۲۰۰ کیلومتر (۱٬۴۰۰ مایل) |
| برونئی | ۳۸۱               | ۲۳۷               | ۲           | ۱              | شامل: مالزی (2): ۳۸۱ کیلومتر (۲۳۷ مایل) |
| بلغارستان | ۱٬۸۰۸             | ۱٬۱۲۳             | ۵           | ۵              | شامل: یونان: ۴۹۴ کیلومتر (۳۰۷ مایل) · مقدونیه شمالی: ۱۴۸ کیلومتر (۹۲ مایل) · رومانی: ۶۰۸ کیلومتر (۳۷۸ مایل) · صربستان: ۳۱۸ کیلومتر (۱۹۸ مایل) · ترکیه: ۲۴۰ کیلومتر (۱۵۰ مایل) |
| بورکینافاسو | ۳٬۱۹۳             | ۱٬۹۸۴             | ۶           | ۶              | شامل: بنین: ۳۰۶ کیلومتر (۱۹۰ مایل) · ساحل عاج: ۵۸۴ کیلومتر (۳۶۳ مایل) · غنا: ۵۴۹ کیلومتر (۳۴۱ مایل) · مالی: ۱٬۰۰۰ کیلومتر (۶۲۰ مایل) · نیجر: ۶۲۸ کیلومتر (۳۹۰ مایل) · توگو: ۱۲۶ کیلومتر (۷۸ مایل) |
| بوروندی | ۹۷۴               | ۶۰۵               | ۳           | ۳              | شامل: جمهوری دموکراتیک کنگو: ۲۳۳ کیلومتر (۱۴۵ مایل) · رواندا: ۲۹۰ کیلومتر (۱۸۰ مایل) · تانزانیا: ۴۵۱ کیلومتر (۲۸۰ مایل) |
| کامبوج | ۲٬۵۷۲             | ۱٬۵۹۸             | ۳           | ۳              | شامل: لائوس: ۵۴۱ کیلومتر (۳۳۶ مایل) · تایلند: ۸۰۳ کیلومتر (۴۹۹ مایل) · ویتنام: ۱٬۲۲۸ کیلومتر (۷۶۳ مایل) |
| کامرون | ۴٬۵۹۱             | ۲٬۸۵۳             | ۶           | ۶              | شامل: جمهوری آفریقای مرکزی: ۷۹۷ کیلومتر (۴۹۵ مایل) · چاد: ۱٬۰۹۴ کیلومتر (۶۸۰ مایل) · جمهوری کنگو: ۵۲۳ کیلومتر (۳۲۵ مایل) · گینه استوایی: ۱۸۹ کیلومتر (۱۱۷ مایل) · گابن: ۲۹۸ کیلومتر (۱۸۵ مایل) · نیجریه: ۱٬۶۹۰ کیلومتر (۱٬۰۵۰ مایل) |
| کانادا | ۸٬۸۹۳             | ۵٬۵۲۶             | ۴           | ۱              | شامل: ایالات متحده آمریکا (4): ۸٬۸۹۳ کیلومتر (۵٬۵۲۶ مایل) |
| کیپ ورد | ۰                 | ۰                 | ۰           | ۰              | |
| جمهوری آفریقای مرکزی | ۵٬۲۱۳             | ۳٬۲۳۹             | ۶           | ۶              | شامل: کامرون: ۷۹۷ کیلومتر (۴۹۵ مایل) · چاد: ۱٬۱۹۷ کیلومتر (۷۴۴ مایل) · جمهوری دموکراتیک کنگو: ۱٬۵۷۷ کیلومتر (۹۸۰ مایل) · جمهوری کنگو: ۴۶۷ کیلومتر (۲۹۰ مایل) · سودان جنوبی: ۶۸۲ کیلومتر (۴۲۴ مایل) · سودان: ۴۸۳ کیلومتر (۳۰۰ مایل) |
| چاد | ۵٬۹۶۸             | ۳٬۷۰۸             | ۶           | ۶              | شامل: کامرون: ۱٬۰۹۴ کیلومتر (۶۸۰ مایل) · جمهوری آفریقای مرکزی: ۱٬۱۹۷ کیلومتر (۷۴۴ مایل) · لیبی: ۱٬۰۵۵ کیلومتر (۶۵۶ مایل) · نیجر: ۱٬۱۷۵ کیلومتر (۷۳۰ مایل) · نیجریه: ۸۷ کیلومتر (۵۴ مایل) · سودان: ۱٬۳۶۰ کیلومتر (۸۵۰ مایل) |
| شیلی | ۶٬۱۷۱             | ۳٬۸۳۴             | ۴           | ۳              | شامل: آرژانتین (2): ۵٬۳۰۰ کیلومتر (۳٬۳۰۰ مایل) · بولیوی: ۸۶۱ کیلومتر (۵۳۵ مایل) · پرو: ۱۶۰ کیلومتر (۹۹ مایل) |
| چین | ۲۲٬۱۴۷            | ۱۳٬۷۶۲            | ۱۷          | ۱۴             | شامل: افغانستان: ۷۶ کیلومتر (۴۷ مایل) · بوتان (کشور): ۴۷۰ کیلومتر (۲۹۰ مایل) · هنگ کنگ (SAR): ۳۰ کیلومتر (۱۹ مایل) · هند (3): ۳٬۳۸۰ کیلومتر (۲٬۱۰۰ مایل) · قزاقستان: ۱٬۵۳۳ کیلومتر (۹۵۳ مایل) · کره شمالی: ۱٬۴۱۶ کیلومتر (۸۸۰ مایل) · قرقیزستان: ۸۵۸ کیلومتر (۵۳۳ مایل) · لائوس: ۴۲۳ کیلومتر (۲۶۳ مایل) · ماکائو (SAR): ۰٫۳۴ کیلومتر (۰٫۲۱ مایل) · مغولستان: ۴٬۶۷۷ کیلومتر (۲٬۹۰۶ مایل) · میانمار: ۲٬۱۸۵ کیلومتر (۱٬۳۵۸ مایل) · نپال: ۱٬۲۳۶ کیلومتر (۷۶۸ مایل) · پاکستان: ۵۲۳ کیلومتر (۳۲۵ مایل) · روسیه (2): ۳٬۶۴۵ کیلومتر (۲٬۲۶۵ مایل) · تاجیکستان: ۴۱۴ کیلومتر (۲۵۷ مایل) · ویتنام: ۱٬۲۸۱ کیلومتر (۷۹۶ مایل) |
| کلمبیا | ۶٬۰۰۴             | ۳٬۷۳۱             | ۵           | ۵              | شامل: برزیل: ۱٬۶۴۳ کیلومتر (۱٬۰۲۱ مایل) · اکوادور: ۵۹۰ کیلومتر (۳۷۰ مایل) · پاناما: ۲۲۵ کیلومتر (۱۴۰ مایل) · پرو: ۱٬۴۹۶ کیلومتر (۹۳۰ مایل) · ونزوئلا: ۲٬۰۵۰ کیلومتر (۱٬۲۷۰ مایل) |
| کومور | ۰                 | ۰                 | ۰           | ۰              | |
| جمهوری دموکراتیک کنگو | ۱۰٬۷۳۰            | ۶٬۶۷۰             | ۱۰          | ۹              | شامل: آنگولا (2): ۲٬۵۱۱ کیلومتر (۱٬۵۶۰ مایل) · بوروندی: ۲۳۳ کیلومتر (۱۴۵ مایل) · جمهوری آفریقای مرکزی: ۱٬۵۷۷ کیلومتر (۹۸۰ مایل) · جمهوری کنگو: ۲٬۴۱۰ کیلومتر (۱٬۵۰۰ مایل) · رواندا: ۲۱۷ کیلومتر (۱۳۵ مایل) · سودان جنوبی: ۶۲۸ کیلومتر (۳۹۰ مایل) · تانزانیا: ۴۵۹ کیلومتر (۲۸۵ مایل) · اوگاندا: ۷۶۵ کیلومتر (۴۷۵ مایل) · زامبیا: ۱٬۹۳۰ کیلومتر (۱٬۲۰۰ مایل) |
| جمهوری کنگو | ۵٬۵۰۴             | ۳٬۴۲۰             | ۵           | ۵              | شامل: آنگولا: ۲۰۱ کیلومتر (۱۲۵ مایل) · کامرون: ۵۲۳ کیلومتر (۳۲۵ مایل) · جمهوری آفریقای مرکزی: ۴۶۷ کیلومتر (۲۹۰ مایل) · جمهوری دموکراتیک کنگو: ۲٬۴۱۰ کیلومتر (۱٬۵۰۰ مایل) · گابن: ۱٬۹۰۳ کیلومتر (۱٬۱۸۲ مایل) |
| کاستاریکا | ۶۳۹               | ۳۹۷               | ۲           | ۲              | شامل: نیکاراگوئه: ۳۰۹ کیلومتر (۱۹۲ مایل) · پاناما: ۳۳۰ کیلومتر (۲۱۰ مایل) |
| ساحل عاج | ۳٬۱۱۰             | ۱٬۹۳۰             | ۵           | ۵              | شامل: بورکینافاسو: ۵۸۴ کیلومتر (۳۶۳ مایل) · غنا: ۶۶۸ کیلومتر (۴۱۵ مایل) · گینه: ۶۱۰ کیلومتر (۳۸۰ مایل) · لیبریا: ۷۱۶ کیلومتر (۴۴۵ مایل) · مالی: ۵۳۲ کیلومتر (۳۳۱ مایل) |
| کرواسی | ۲٬۱۹۷             | ۱٬۳۶۵             | ۶           | ۵              | شامل: بوسنی و هرزگوین (2): ۹۳۲ کیلومتر (۵۷۹ مایل) · مجارستان: ۳۲۹ کیلومتر (۲۰۴ مایل) · مونته‌نگرو: ۲۵ کیلومتر (۱۶ مایل) · صربستان: ۲۴۱ کیلومتر (۱۵۰ مایل) · اسلوونی: ۶۷۰ کیلومتر (۴۲۰ مایل) |
| کوبا | ۰                 | ۰                 | 0           | 0              | |
| قبرس | ۱۵۲               | ۹۴                | 6           | ۱              | شامل: آکراتاری و داکیلیا (United Kingdom) (5): ۱۵۲ کیلومتر (۹۴ مایل) |
| جمهوری چک | ۱٬۸۸۱             | ۱٬۱۶۹             | ۴           | ۴              | شامل: اتریش: ۳۶۲ کیلومتر (۲۲۵ مایل) · آلمان: ۸۱۵ کیلومتر (۵۰۶ مایل) · لهستان: ۶۵۸ کیلومتر (۴۰۹ مایل) · اسلواکی: ۲۱۵ کیلومتر (۱۳۴ مایل) |
| دانمارک | ۶۸                | ۴۲                | ۱           | ۱              | شامل: آلمان: ۶۸ کیلومتر (۴۲ مایل) |
| جیبوتی | ۵۲۸               | ۳۲۸               | ۳           | ۳              | شامل: اریتره: ۱۲۵ کیلومتر (۷۸ مایل) · اتیوپی: ۳۴۲ کیلومتر (۲۱۳ مایل) · سومالی‌لند: ۶۱ کیلومتر (۳۸ مایل) |
| دومینیکا | ۰                 | ۰                 | ۰           | ۰              | |
| جمهوری دومینیکن | ۳۶۰               | ۲۲۰               | ۱           | ۱              | شامل: هائیتی: ۳۶۰ کیلومتر (۲۲۰ مایل) |
| تیمور شرقی | ۲۲۸               | ۱۴۲               | ۲           | ۱              | شامل: اندونزی (2): ۲۲۸ کیلومتر (۱۴۲ مایل) |
| اکوادور | ۲٬۰۱۰             | ۱٬۲۵۰             | ۲           | ۲              | شامل: کلمبیا: ۵۹۰ کیلومتر (۳۷۰ مایل) · پرو: ۱٬۴۲۰ کیلومتر (۸۸۰ مایل) |
| مصر | ۲٬۶۶۵             | ۱٬۶۵۶             | ۴           | ۴              | شامل: نوار غزه (state of Palestine): ۱۱ کیلومتر (۶٫۸ مایل) · اسرائیل: ۲۶۶ کیلومتر (۱۶۵ مایل) · لیبی: ۱٬۱۱۵ کیلومتر (۶۹۳ مایل) · سودان: ۱٬۲۷۳ کیلومتر (۷۹۱ مایل) |
| السالوادور | ۵۴۵               | ۳۳۹               | ۲           | ۲              | شامل: گواتمالا: ۲۰۳ کیلومتر (۱۲۶ مایل) · هندوراس: ۳۴۲ کیلومتر (۲۱۳ مایل) |
| گینه استوایی | ۵۳۹               | ۳۳۵               | ۲           | ۲              | شامل: کامرون: ۱۸۹ کیلومتر (۱۱۷ مایل) · گابن: ۳۵۰ کیلومتر (۲۲۰ مایل) |
| اریتره | ۱٬۶۲۶             | ۱٬۰۱۰             | ۳           | ۳              | شامل: جیبوتی: ۱۲۵ کیلومتر (۷۸ مایل) · اتیوپی: ۹۱۲ کیلومتر (۵۶۷ مایل) · سودان: ۶۰۵ کیلومتر (۳۷۶ مایل) |
| استونی | ۶۳۳               | ۳۹۳               | ۲           | ۲              | شامل: لتونی: ۳۳۹ کیلومتر (۲۱۱ مایل) · روسیه: ۲۹۴ کیلومتر (۱۸۳ مایل) |
| اسواتینی | ۵۳۵               | ۳۳۲               | ۲           | ۲              | شامل: موزامبیک: ۱۰۵ کیلومتر (۶۵ مایل) · آفریقای جنوبی: ۴۳۰ کیلومتر (۲۷۰ مایل) |
| اتیوپی | ۵٬۳۲۸             | ۳٬۳۱۱             | ۶           | ۶              | شامل: جیبوتی: ۳۴۲ کیلومتر (۲۱۳ مایل) · اریتره: ۹۱۲ کیلومتر (۵۶۷ مایل) · کنیا: ۸۶۱ کیلومتر (۵۳۵ مایل) · سومالی: ۱٬۶۰۰ کیلومتر (۹۹۰ مایل) · سودان جنوبی: ۸۸۳ کیلومتر (۵۴۹ مایل) · سودان: ۷۲۳ کیلومتر (۴۴۹ مایل) |
| فیجی | ۰                 | ۰                 | ۰           | ۰              | |
| فنلاند | ۲٬۶۹۰             | ۱٬۶۷۰             | ۷           | ۳              | شامل: نروژ: ۷۳۶ کیلومتر (۴۵۷ مایل) · سوئد (4): ۶۱۴ کیلومتر (۳۸۲ مایل) · روسیه (2): ۱٬۳۴۰ کیلومتر (۸۳۰ مایل) |
| فرانسه (به‌جز قلمروهای فرادریایی) | ۲٬۸۸۹             | ۱٬۷۹۵             | ۱۰          | ۸              | شامل: آندورا: ۵۶٫۶ کیلومتر (۳۵٫۲ مایل) · بلژیک: ۶۲۰ کیلومتر (۳۹۰ مایل) · آلمان: ۴۵۱ کیلومتر (۲۸۰ مایل) · ایتالیا: ۴۸۸ کیلومتر (۳۰۳ مایل) · لوکزامبورگ: ۷۳ کیلومتر (۴۵ مایل) · موناکو: ۴٫۴ کیلومتر (۲٫۷ مایل) · اسپانیا (3): ۶۲۳ کیلومتر (۳۸۷ مایل) · سوئیس: ۵۷۳ کیلومتر (۳۵۶ مایل) |
| فرانسه (شامل قلمروهای فرادریایی) →شامل: → جزیره کلیپرتون · → گویان فرانسه · → پلی‌نزی فرانسه · → سرزمین‌های جنوبی و جنوبگانی فرانسه · → جزیره گوادلوپ · → مارتینیک · → مایوت · → کالدونیای جدید · → رئونیون · → سنت بارثلمی · → سنت مارتین · → سنت پیر و ماژلان · → والیس و فوتونا                                                                                         | ۴٬۰۸۲             | ۲٬۵۳۶             | ۱۳          | ۱۱             | شامل: آندورا: ۵۶٫۶ کیلومتر (۳۵٫۲ مایل) · بلژیک: ۶۲۰ کیلومتر (۳۹۰ مایل) · برزیل: ۶۷۳ کیلومتر (۴۱۸ مایل) · آلمان: ۴۵۱ کیلومتر (۲۸۰ مایل) · ایتالیا: ۴۸۸ کیلومتر (۳۰۳ مایل) · لوکزامبورگ: ۷۳ کیلومتر (۴۵ مایل) · موناکو: ۴٫۴ کیلومتر (۲٫۷ مایل) · سنت مارتین (Netherlands): ۱۰٫۲ کیلومتر (۶٫۳ مایل) · اسپانیا (3): ۶۲۳ کیلومتر (۳۸۷ مایل) · سورینام: ۵۱۰ کیلومتر (۳۲۰ مایل) · سوئیس: ۵۷۳ کیلومتر (۳۵۶ مایل) |
| گابن | ۲٬۵۵۱             | ۱٬۵۸۵             | ۳           | ۳              | شامل: کامرون: ۲۹۸ کیلومتر (۱۸۵ مایل) · جمهوری کنگو: ۱٬۹۰۳ کیلومتر (۱٬۱۸۲ مایل) · گینه استوایی: ۳۵۰ کیلومتر (۲۲۰ مایل) |
| گامبیا | ۷۴۰               | ۴۶۰               | ۱           | ۱              | شامل: سنگال: ۷۴۰ کیلومتر (۴۶۰ مایل) |
| گرجستان | ۱٬۴۶۱             | ۹۰۸               | ۶           | ۴              | شامل: ارمنستان: ۱۶۴ کیلومتر (۱۰۲ مایل) · جمهوری آذربایجان: ۳۲۲ کیلومتر (۲۰۰ مایل) · روسیه: ۷۲۳ کیلومتر (۴۴۹ مایل) · ترکیه: ۲۵۲ کیلومتر (۱۵۷ مایل) · آبخاز: ۱۴۱ کیلومتر (۸۸ مایل) · اوستیای جنوبی: ۳۳۴ کیلومتر (۲۰۸ مایل) |
| آلمان | ۳٬۶۲۱             | ۲٬۲۵۰             | ۱۵          | ۹              | شامل: اتریش: ۷۸۴ کیلومتر (۴۸۷ مایل) · بلژیک (6): ۱۶۷ کیلومتر (۱۰۴ مایل) · جمهوری چک: ۸۱۵ کیلومتر (۵۰۶ مایل) · دانمارک: ۶۸ کیلومتر (۴۲ مایل) · فرانسه: ۴۵۱ کیلومتر (۲۸۰ مایل) · لوکزامبورگ: ۱۳۸ کیلومتر (۸۶ مایل) · هلند: ۵۷۷ کیلومتر (۳۵۹ مایل) · لهستان: ۴۵۶ کیلومتر (۲۸۳ مایل) · سوئیس (2): ۳۳۴ کیلومتر (۲۰۸ مایل) |
| غنا | ۲٬۰۹۴             | ۱٬۳۰۱             | ۳           | ۳              | شامل: بورکینافاسو: ۵۴۹ کیلومتر (۳۴۱ مایل) · ساحل عاج: ۶۶۸ کیلومتر (۴۱۵ مایل) · توگو: ۸۷۷ کیلومتر (۵۴۵ مایل) |
| یونان | ۱٬۲۲۸             | ۷۶۳               | ۴           | ۴              | شامل: آلبانی: ۲۸۲ کیلومتر (۱۷۵ مایل) · بلغارستان: ۴۹۴ کیلومتر (۳۰۷ مایل) · ترکیه: ۲۰۶ کیلومتر (۱۲۸ مایل) · مقدونیه شمالی: ۲۴۶ کیلومتر (۱۵۳ مایل) |
| گرنادا | ۰                 | ۰                 | ۰           | ۰              | |
| گواتمالا | ۱٬۶۸۷             | ۱٬۰۴۸             | ۴           | ۴              | شامل: بلیز: ۲۶۶ کیلومتر (۱۶۵ مایل) · السالوادور: ۲۰۳ کیلومتر (۱۲۶ مایل) · هندوراس: ۲۵۶ کیلومتر (۱۵۹ مایل) · مکزیک: ۹۶۲ کیلومتر (۵۹۸ مایل) |
| گینه | ۳٬۳۹۹             | ۲٬۱۱۲             | ۶           | ۶              | شامل: ساحل عاج: ۶۱۰ کیلومتر (۳۸۰ مایل) · گینه بیسائو: ۳۸۶ کیلومتر (۲۴۰ مایل) · لیبریا: ۵۶۳ کیلومتر (۳۵۰ مایل) · مالی: ۸۵۸ کیلومتر (۵۳۳ مایل) · سنگال: ۳۳۰ کیلومتر (۲۱۰ مایل) · سیرالئون: ۶۵۲ کیلومتر (۴۰۵ مایل) |
| گینه بیسائو | ۷۲۴               | ۴۵۰               | ۲           | ۲              | شامل: گینه: ۳۸۶ کیلومتر (۲۴۰ مایل) · سنگال: ۳۳۸ کیلومتر (۲۱۰ مایل) |
| گویان | ۲٬۴۶۲             | ۱٬۵۳۰             | ۳           | ۳              | شامل: برزیل: ۱٬۱۱۹ کیلومتر (۶۹۵ مایل) · سورینام: ۶۰۰ کیلومتر (۳۷۰ مایل) · ونزوئلا: ۷۴۳ کیلومتر (۴۶۲ مایل) |
| هائیتی | ۳۶۰               | ۲۲۰               | ۱           | ۱              | شامل: جمهوری دومینیکن: ۳۶۰ کیلومتر (۲۲۰ مایل) |
| هندوراس | ۱٬۵۲۰             | ۹۴۰               | ۳           | ۳              | شامل: گواتمالا: ۲۵۶ کیلومتر (۱۵۹ مایل) · السالوادور: ۳۴۲ کیلومتر (۲۱۳ مایل) · نیکاراگوئه: ۹۲۲ کیلومتر (۵۷۳ مایل) |
| هنگ کنگ | ۳۰                | ۱۹                | ۱           | ۱              | شامل: چین: ۳۰ کیلومتر (۱۹ مایل) |
| مجارستان | ۲٬۱۷۱             | ۱٬۳۴۹             | ۷           | ۷              | شامل: اتریش: ۳۶۶ کیلومتر (۲۲۷ مایل) · کرواسی: ۳۲۹ کیلومتر (۲۰۴ مایل) · رومانی: ۴۴۳ کیلومتر (۲۷۵ مایل) · صربستان: ۱۵۱ کیلومتر (۹۴ مایل) · اسلواکی: ۶۷۷ کیلومتر (۴۲۱ مایل) · اسلوونی: ۱۰۲ کیلومتر (۶۳ مایل) · اوکراین: ۱۰۳ کیلومتر (۶۴ مایل) |
| ایسلند | ۰                 | ۰                 | ۰           | ۰              | |
| هند | ۱۴٬۲۰۹            | ۸٬۸۲۹             | ۱2 (11)     | ۸              | شامل: افغانستان: ۱۰۶ کیلومتر (۶۶ مایل) disputed territory also claimed by Pakistan · بنگلادش (2), including Dahagram-Angarpota: ۴٬۰۵۳ کیلومتر (۲٬۵۱۸ مایل) · بوتان (کشور): ۶۰۵ کیلومتر (۳۷۶ مایل) · چین (3): ۳٬۳۸۰ کیلومتر (۲٬۱۰۰ مایل) · میانمار: ۱٬۴۶۳ کیلومتر (۹۰۹ مایل) · نپال: ۱٬۶۹۰ کیلومتر (۱٬۰۵۰ مایل) · پاکستان: ۲٬۹۱۲ کیلومتر (۱٬۸۰۹ مایل) · سری‌لانکا: ۰٫۰۴۵ کیلومتر (۰٫۰۲۸ مایل) on a land shoal on Adam's bridge, see also Borders of India. |
| اندونزی | ۲٬۸۳۰             | ۱٬۷۶۰             | ۴           | ۳              | شامل: تیمور شرقی (2): ۲۲۸ کیلومتر (۱۴۲ مایل) · مالزی: ۱٬۷۸۲ کیلومتر (۱٬۱۰۷ مایل) · پاپوآ گینه نو: ۸۲۰ کیلومتر (۵۱۰ مایل) |
| ایران | ۵٬۴۴۰             | ۳٬۳۸۰             | ۸           | ۷              | شامل: افغانستان: ۹۳۶ کیلومتر (۵۸۲ مایل) · ارمنستان: ۳۵ کیلومتر (۲۲ مایل) · جمهوری آذربایجان (2): ۴۳۲ کیلومتر (۲۶۸ مایل) · عراق: ۱٬۴۵۸ کیلومتر (۹۰۶ مایل) · پاکستان: ۹۰۹ کیلومتر (۵۶۵ مایل) · ترکیه: ۴۹۹ کیلومتر (۳۱۰ مایل) · ترکمنستان: ۹۹۲ کیلومتر (۶۱۶ مایل) |
| عراق | ۳٬۶۵۰             | ۲٬۲۷۰             | ۶           | ۶              | شامل: ایران: ۱٬۴۵۸ کیلومتر (۹۰۶ مایل) · اردن: ۱۸۱ کیلومتر (۱۱۲ مایل) · کویت: ۲۴۰ کیلومتر (۱۵۰ مایل) · عربستان سعودی: ۸۱۴ کیلومتر (۵۰۶ مایل) · سوریه: ۶۰۵ کیلومتر (۳۷۶ مایل) · ترکیه: ۳۵۲ کیلومتر (۲۱۹ مایل) |
| جمهوری ایرلند | ۴۹۹               | ۳۱۰               | ۱           | ۱              | شامل: بریتانیا: ۴۹۹ کیلومتر (۳۱۰ مایل) |
| اسرائیل | ۱٬۰۱۷             | ۶۳۲               | ۴           | ۵              | شامل: مصر: ۲۶۶ کیلومتر (۱۶۵ مایل) · نوار غزه (state of palestine): ۵۱ کیلومتر (۳۲ مایل) · اردن: ۲۳۸ کیلومتر (۱۴۸ مایل) · لبنان: ۷۹ کیلومتر (۴۹ مایل) · سوریه: ۷۶ کیلومتر (۴۷ مایل) · کرانه باختری ( state of Palestine): ۳۰۷ کیلومتر (۱۹۱ مایل) |
| ایتالیا | ۱٬۹۳۲             | ۱٬۲۰۰             | ۷           | ۶              | شامل: اتریش: ۴۳۰ کیلومتر (۲۷۰ مایل) · فرانسه: ۴۸۸ کیلومتر (۳۰۳ مایل) · سان مارینو: ۳۹ کیلومتر (۲۴ مایل) · اسلوونی: ۲۳۲ کیلومتر (۱۴۴ مایل) · سوئیس (2): ۷۴۰ کیلومتر (۴۶۰ مایل) · واتیکان: ۳٫۲ کیلومتر (۲٫۰ مایل) |
| جامائیکا | ۰                 | ۰                 | ۰           | ۰              | |
| ژاپن | ۰                 | ۰                 | ۰           | ۰              | |
| اردن | ۱٬۶۳۵             | ۱٬۰۱۶             | ۵           | ۵              | شامل: عراق: ۱۸۱ کیلومتر (۱۱۲ مایل) · اسرائیل: ۲۳۸ کیلومتر (۱۴۸ مایل) · عربستان سعودی: ۷۴۴ کیلومتر (۴۶۲ مایل) · سوریه: ۳۷۵ کیلومتر (۲۳۳ مایل) · کرانه باختری (State of Palestine): ۹۷ کیلومتر (۶۰ مایل) |
| قزاقستان | ۱۲٬۰۱۲            | ۷٬۴۶۴             | ۵           | ۵              | شامل: چین: ۱٬۵۳۳ کیلومتر (۹۵۳ مایل) · قرقیزستان: ۱٬۰۵۱ کیلومتر (۶۵۳ مایل) · روسیه: ۶٬۸۴۶ کیلومتر (۴٬۲۵۴ مایل) · ترکمنستان: ۳۷۹ کیلومتر (۲۳۵ مایل) · ازبکستان: ۲٬۲۰۳ کیلومتر (۱٬۳۶۹ مایل) |
| کنیا | ۳٬۴۷۷             | ۲٬۱۶۱             | ۵           | ۵              | شامل: اتیوپی: ۸۶۱ کیلومتر (۵۳۵ مایل) · سومالی: ۶۸۲ کیلومتر (۴۲۴ مایل) · سودان جنوبی: ۲۳۲ کیلومتر (۱۴۴ مایل) · تانزانیا: ۷۶۹ کیلومتر (۴۷۸ مایل) · اوگاندا: ۹۳۳ کیلومتر (۵۸۰ مایل) |
| کیریباتی | ۰                 | ۰                 | ۰           | ۰              | |
| کره شمالی | ۱٬۶۷۳             | ۱٬۰۴۰             | ۳           | ۳              | شامل: چین: ۱٬۴۱۶ کیلومتر (۸۸۰ مایل) · کره جنوبی: ۲۳۸ کیلومتر (۱۴۸ مایل) · روسیه: ۱۹ کیلومتر (۱۲ مایل) |
| کره جنوبی | ۲۳۸               | ۱۴۸               | ۱           | ۱              | شامل: کره شمالی: ۲۳۸ کیلومتر (۱۴۸ مایل) |
| کوزوو | ۷۰۱               | ۴۳۶               | ۴           | ۴              | شامل: آلبانی: ۱۱۲ کیلومتر (۷۰ مایل) · مونته‌نگرو: ۷۹ کیلومتر (۴۹ مایل) · مقدونیه شمالی: ۱۵۹ کیلومتر (۹۹ مایل) · صربستان: ۳۵۲ کیلومتر (۲۱۹ مایل) |
| کویت | ۴۶۲               | ۲۸۷               | ۲           | ۲              | شامل: عراق: ۲۴۰ کیلومتر (۱۵۰ مایل) · عربستان سعودی: ۲۲۲ کیلومتر (۱۳۸ مایل) |
| قرقیزستان | ۳٬۸۷۸             | ۲٬۴۱۰             | ۴           | ۴              | شامل: چین: ۸۵۸ کیلومتر (۵۳۳ مایل) · قزاقستان: ۱٬۰۵۱ کیلومتر (۶۵۳ مایل) · تاجیکستان (3): ۸۷۰ کیلومتر (۵۴۰ مایل) · ازبکستان (6): ۱٬۰۹۹ کیلومتر (۶۸۳ مایل) |
| لائوس | ۵٬۰۸۳             | ۳٬۱۵۸             | ۵           | ۵              | شامل: کامبوج: ۵۴۱ کیلومتر (۳۳۶ مایل) · چین: ۴۲۳ کیلومتر (۲۶۳ مایل) · میانمار: ۲۳۵ کیلومتر (۱۴۶ مایل) · تایلند: ۱٬۷۵۴ کیلومتر (۱٬۰۹۰ مایل) · ویتنام: ۲٬۱۳۰ کیلومتر (۱٬۳۲۰ مایل) |
| لتونی | ۱٬۱۵۰             | ۷۱۰               | ۴           | ۴              | شامل: بلاروس: ۱۴۱ کیلومتر (۸۸ مایل) · استونی: ۳۳۹ کیلومتر (۲۱۱ مایل) · لیتوانی: ۴۵۳ کیلومتر (۲۸۱ مایل) · روسیه: ۲۱۷ کیلومتر (۱۳۵ مایل) |
| لبنان | ۴۵۴               | ۲۸۲               | ۲           | ۲              | شامل: اسرائیل: ۷۹ کیلومتر (۴۹ مایل) · سوریه: ۳۷۵ کیلومتر (۲۳۳ مایل) |
| لسوتو | ۹۰۹               | ۵۶۵               | ۱           | ۱              | شامل: آفریقای جنوبی: ۹۰۹ کیلومتر (۵۶۵ مایل) |
| لیبریا | ۱٬۵۸۵             | ۹۸۵               | ۳           | ۳              | شامل: گینه: ۵۶۳ کیلومتر (۳۵۰ مایل) · ساحل عاج: ۷۱۶ کیلومتر (۴۴۵ مایل) · سیرالئون: ۳۰۶ کیلومتر (۱۹۰ مایل) |
| لیبی | ۴٬۳۴۸             | ۲٬۷۰۲             | ۶           | ۶              | شامل: الجزایر: ۹۸۲ کیلومتر (۶۱۰ مایل) · چاد: ۱٬۰۵۵ کیلومتر (۶۵۶ مایل) · مصر: ۱٬۱۱۵ کیلومتر (۶۹۳ مایل) · نیجر: ۳۵۴ کیلومتر (۲۲۰ مایل) · سودان: ۳۸۳ کیلومتر (۲۳۸ مایل) · تونس: ۴۵۹ کیلومتر (۲۸۵ مایل) |
| لیختن‌اشتاین | ۷۶                | ۴۷                | ۲           | ۲              | شامل: اتریش: ۳۴ کیلومتر (۲۱ مایل) · سوئیس: ۴۱ کیلومتر (۲۵ مایل) |
| لیتوانی | ۱٬۲۷۳             | ۷۹۱               | ۴           | ۴              | شامل: بلاروس: ۵۰۲ کیلومتر (۳۱۲ مایل) · لتونی: ۴۵۳ کیلومتر (۲۸۱ مایل) · لهستان: ۹۱ کیلومتر (۵۷ مایل) · روسیه: ۲۲۷ کیلومتر (۱۴۱ مایل) |
| لوکزامبورگ | ۳۵۹               | ۲۲۳               | ۳           | ۳              | شامل: بلژیک: ۱۴۸ کیلومتر (۹۲ مایل) · فرانسه: ۷۳ کیلومتر (۴۵ مایل) · آلمان: ۱۳۸ کیلومتر (۸۶ مایل) |
| ماکائو (جمهوری خلق چین) | ۰٫۳۴              | ۰٫۲۱              | ۱           | ۱              | شامل: چین: ۰٫۳۴ کیلومتر (۰٫۲۱ مایل) |
| ماداگاسکار | ۰                 | ۰                 | ۰           | ۰              | |
| مادیرا (پرتغال) | ۰                 | ۰                 | ۰           | ۰              | |
| مالاوی | ۲٬۸۸۱             | ۱٬۷۹۰             | ۳           | ۳              | شامل: موزامبیک: ۱٬۵۶۹ کیلومتر (۹۷۵ مایل) · تانزانیا: ۴۷۵ کیلومتر (۲۹۵ مایل) · زامبیا: ۸۳۷ کیلومتر (۵۲۰ مایل) |
| مالزی | ۳٬۱۴۷             | ۱٬۹۵۵             | ۴           | ۳              | شامل: برونئی (2): ۳۸۱ کیلومتر (۲۳۷ مایل) · اندونزی: ۱٬۷۸۲ کیلومتر (۱٬۱۰۷ مایل) · تایلند: ۵۰۶ کیلومتر (۳۱۴ مایل) |
| مالدیو | ۰                 | ۰                 | ۰           | ۰              | |
| مالی | ۷٬۲۴۳             | ۴٬۵۰۱             | ۷           | ۷              | شامل: الجزایر: ۱٬۳۷۶ کیلومتر (۸۵۵ مایل) · بورکینافاسو: ۱٬۰۰۰ کیلومتر (۶۲۰ مایل) · ساحل عاج: ۵۳۲ کیلومتر (۳۳۱ مایل) · گینه: ۸۵۸ کیلومتر (۵۳۳ مایل) · موریتانی: ۲٬۲۳۷ کیلومتر (۱٬۳۹۰ مایل) · نیجر: ۸۲۱ کیلومتر (۵۱۰ مایل) · سنگال: ۴۱۹ کیلومتر (۲۶۰ مایل) |
| مالت | ۰                 | ۰                 | ۰           | ۰              | |
| جزایر مارشال | ۰                 | ۰                 | ۰           | ۰              | |
| موریتانی | ۵٬۰۷۴             | ۳٬۱۵۳             | ۴           | ۴              | شامل: الجزایر: ۴۶۳ کیلومتر (۲۸۸ مایل) · مالی: ۲٬۲۳۷ کیلومتر (۱٬۳۹۰ مایل) · سنگال: ۸۱۳ کیلومتر (۵۰۵ مایل) · صحرای غربی: ۱٬۵۶۱ کیلومتر (۹۷۰ مایل) |
| موریس | ۰                 | ۰                 | ۰           | ۰              | |
| مکزیک | ۴٬۳۵۳             | ۲٬۷۰۵             | ۳           | ۳              | شامل: بلیز: ۲۵۰ کیلومتر (۱۶۰ مایل) · گواتمالا: ۹۶۲ کیلومتر (۵۹۸ مایل) · ایالات متحده آمریکا: ۳٬۱۴۱ کیلومتر (۱٬۹۵۲ مایل) |
| ایالات فدرال میکرونزی | ۰                 | ۰                 | ۰           | ۰              | |
| مولدووا | ۱٬۳۸۹             | ۸۶۳               | ۲           | ۲              | شامل: رومانی: ۴۵۰ کیلومتر (۲۸۰ مایل) · اوکراین: ۹۳۹ کیلومتر (۵۸۳ مایل) |
| موناکو | ۴٫۴               | ۲٫۷               | ۱           | ۱              | شامل: فرانسه: ۴٫۴ کیلومتر (۲٫۷ مایل) |
| مغولستان | ۸٬۲۲۰             | ۵٬۱۱۰             | ۲           | ۲              | شامل: چین: ۴٬۶۷۷ کیلومتر (۲٬۹۰۶ مایل) · روسیه: ۳٬۴۸۵ کیلومتر (۲٬۱۶۵ مایل) |
| مونته‌نگرو | ۶۲۵               | ۳۸۸               | ۵           | ۵              | شامل: آلبانی: ۱۷۲ کیلومتر (۱۰۷ مایل) · بوسنی و هرزگوین: ۲۲۵ کیلومتر (۱۴۰ مایل) · کرواسی: ۲۵ کیلومتر (۱۶ مایل) · کوزوو: ۷۹ کیلومتر (۴۹ مایل) · صربستان: ۱۲۴ کیلومتر (۷۷ مایل) |
| مراکش | ۲٬۰۱۸             | ۱٬۲۵۴             | ۵           | ۳              | شامل: الجزایر: ۱٬۵۵۹ کیلومتر (۹۶۹ مایل) · صحرای غربی: ۴۴۳ کیلومتر (۲۷۵ مایل) · اسپانیا (3): ۱۷ کیلومتر (۱۱ مایل) |
| موزامبیک | ۴٬۵۷۱             | ۲٬۸۴۰             | ۶           | ۶              | شامل: اسواتینی: ۱۰۵ کیلومتر (۶۵ مایل) · مالاوی: ۱٬۵۶۹ کیلومتر (۹۷۵ مایل) · آفریقای جنوبی (2): ۴۹۱ کیلومتر (۳۰۵ مایل) · تانزانیا: ۷۵۶ کیلومتر (۴۷۰ مایل) · زامبیا: ۴۱۹ کیلومتر (۲۶۰ مایل) · زیمبابوه: ۱٬۲۳۱ کیلومتر (۷۶۵ مایل) |
| میانمار | ۵٬۸۷۶             | ۳٬۶۵۱             | ۵           | ۵              | شامل: بنگلادش: ۱۹۳ کیلومتر (۱۲۰ مایل) · چین: ۲٬۱۸۵ کیلومتر (۱٬۳۵۸ مایل) · هند: ۱٬۴۶۳ کیلومتر (۹۰۹ مایل) · لائوس: ۲۳۵ کیلومتر (۱۴۶ مایل) · تایلند: ۱٬۸۰۰ کیلومتر (۱٬۱۰۰ مایل) |
| نامیبیا | ۳٬۹۳۶             | ۲٬۴۴۶             | ۴           | ۴              | شامل: آنگولا: ۱٬۳۷۶ کیلومتر (۸۵۵ مایل) · بوتسوانا: ۱٬۳۶۰ کیلومتر (۸۵۰ مایل) · آفریقای جنوبی: ۹۶۷ کیلومتر (۶۰۱ مایل) · زامبیا: ۲۳۳ کیلومتر (۱۴۵ مایل) |
| نائورو | ۰                 | ۰                 | ۰           | ۰              | |
| نپال | ۲٬۹۲۶             | ۱٬۸۱۸             | ۲           | ۲              | شامل: چین: ۱٬۲۳۶ کیلومتر (۷۶۸ مایل) · هند: ۱٬۶۹۰ کیلومتر (۱٬۰۵۰ مایل) |
| هلند | ۱٬۰۲۷             | ۶۳۸               | ۳۲          | ۲              | شامل: بلژیک (31): ۴۵۰ کیلومتر (۲۸۰ مایل) · آلمان: ۵۷۷ کیلومتر (۳۵۹ مایل) |
| پادشاهی هلند →شامل: → آروبا · → کوراسائو · → هلند (including Caribbean Netherlands) · → سنت مارتین | ۱٬۰۳۷             | ۶۴۴               | ۳۳          | ۳              | شامل: بلژیک (31): ۴۵۰ کیلومتر (۲۸۰ مایل) · آلمان: ۵۷۷ کیلومتر (۳۵۹ مایل) · سنت مارتین (France): ۱۰٫۲ کیلومتر (۶٫۳ مایل) |
| نیوزیلند | ۰                 | ۰                 | ۰           | ۰              | |
| نیکاراگوئه | ۱٬۲۳۱             | ۷۶۵               | ۲           | ۲              | شامل: کاستاریکا: ۳۰۹ کیلومتر (۱۹۲ مایل) · هندوراس: ۹۲۲ کیلومتر (۵۷۳ مایل) |
| نیجر | ۵٬۶۹۷             | ۳٬۵۴۰             | ۷           | ۷              | شامل: الجزایر: ۹۵۶ کیلومتر (۵۹۴ مایل) · بنین: ۲۶۶ کیلومتر (۱۶۵ مایل) · بورکینافاسو: ۶۲۸ کیلومتر (۳۹۰ مایل) · چاد: ۱٬۱۷۵ کیلومتر (۷۳۰ مایل) · لیبی: ۳۵۴ کیلومتر (۲۲۰ مایل) · مالی: ۸۲۱ کیلومتر (۵۱۰ مایل) · نیجریه: ۱٬۴۹۷ کیلومتر (۹۳۰ مایل) |
| نیجریه | ۴٬۰۴۷             | ۲٬۵۱۵             | ۴           | ۴              | شامل: بنین: ۷۷۳ کیلومتر (۴۸۰ مایل) · کامرون: ۱٬۶۹۰ کیلومتر (۱٬۰۵۰ مایل) · چاد: ۸۷ کیلومتر (۵۴ مایل) · نیجر: ۱٬۴۹۷ کیلومتر (۹۳۰ مایل) |
| مقدونیه شمالی | ۷۶۶               | ۴۷۶               | ۵           | ۵              | شامل: آلبانی: ۱۵۱ کیلومتر (۹۴ مایل) · بلغارستان: ۱۴۸ کیلومتر (۹۲ مایل) · یونان: ۲۴۶ کیلومتر (۱۵۳ مایل) · کوزوو: ۱۵۹ کیلومتر (۹۹ مایل) · صربستان: ۶۲ کیلومتر (۳۹ مایل) |
| نروژ | ۲٬۵۵۱             | ۱٬۵۸۵             | ۳           | ۳              | شامل: فنلاند: ۷۳۶ کیلومتر (۴۵۷ مایل) · سوئد: ۱٬۶۱۹ کیلومتر (۱٬۰۰۶ مایل) · روسیه: ۱۹۶ کیلومتر (۱۲۲ مایل) |
| عمان | ۱٬۳۷۴             | ۸۵۴               | ۶           | ۳              | شامل: عربستان سعودی: ۶۷۶ کیلومتر (۴۲۰ مایل) · امارات متحده عربی (4): ۴۱۰ کیلومتر (۲۵۰ مایل) · یمن: ۲۸۸ کیلومتر (۱۷۹ مایل) |
| پاکستان | ۶٬۷۷۴             | ۴٬۲۰۹             | 4 (3)       | 4 (3)          | شامل: افغانستان: ۲٬۴۳۰ کیلومتر (۱٬۵۱۰ مایل) · چین: ۵۲۳ کیلومتر (۳۲۵ مایل) · هند: ۲٬۹۱۲ کیلومتر (۱٬۸۰۹ مایل) · ایران: ۹۰۹ کیلومتر (۵۶۵ مایل) |
| پالائو | ۰                 | ۰                 | ۰           | ۰              | |
| فلسطین | ۴۶۶               | ۲۹۰               | ۳           | ۳              | شامل: مصر: ۱۱ کیلومتر (۶٫۸ مایل) · اسرائیل: ۳۵۸ کیلومتر (۲۲۲ مایل) · اردن: ۹۷ کیلومتر (۶۰ مایل) |
| پاناما | ۵۵۵               | ۳۴۵               | ۲           | ۲              | شامل: کلمبیا: ۲۲۵ کیلومتر (۱۴۰ مایل) · کاستاریکا: ۳۳۰ کیلومتر (۲۱۰ مایل) |
| پاپوآ گینه نو | ۸۲۰               | ۵۱۰               | ۱           | ۱              | شامل: اندونزی: ۸۲۰ کیلومتر (۵۱۰ مایل) |
| پاراگوئه | ۳٬۹۲۰             | ۲٬۴۴۰             | ۳           | ۳              | شامل: آرژانتین: ۱٬۸۸۰ کیلومتر (۱٬۱۷۰ مایل) · بولیوی: ۷۵۰ کیلومتر (۴۷۰ مایل) · برزیل: ۱٬۲۹۰ کیلومتر (۸۰۰ مایل) |
| پرو | ۵٬۵۳۶             | ۳٬۴۴۰             | ۵           | ۵              | شامل: بولیوی: ۹۰۰ کیلومتر (۵۶۰ مایل) · برزیل: ۱٬۵۶۰ کیلومتر (۹۷۰ مایل) · شیلی: ۱۶۰ کیلومتر (۹۹ مایل) · کلمبیا: ۱٬۴۹۶ کیلومتر (۹۳۰ مایل) · اکوادور: ۱٬۴۲۰ کیلومتر (۸۸۰ مایل) |
| فیلیپین | ۰                 | ۰                 | ۰           | ۰              | |
| لهستان | ۲٬۷۸۸             | ۱٬۷۳۲             | ۷           | ۷              | شامل: بلاروس: ۴۰۷ کیلومتر (۲۵۳ مایل) · جمهوری چک: ۶۵۸ کیلومتر (۴۰۹ مایل) · آلمان: ۴۵۶ کیلومتر (۲۸۳ مایل) · لیتوانی: ۹۱ کیلومتر (۵۷ مایل) · روسیه: ۲۰۶ کیلومتر (۱۲۸ مایل) · اسلواکی: ۴۴۴ کیلومتر (۲۷۶ مایل) · اوکراین: ۵۲۶ کیلومتر (۳۲۷ مایل) |
| پرتغال | ۱٬۲۱۴             | ۷۵۴               | ۱           | ۱              | شامل: اسپانیا: ۱٬۲۱۴ کیلومتر (۷۵۴ مایل) |
| قطر | ۶۰                | ۳۷                | 1 (2)       | 1 (2)          | شامل: عربستان سعودی: ۶۰ کیلومتر (۳۷ مایل) |
| رومانی | ۲٬۵۰۸             | ۱٬۵۵۸             | ۶           | ۵              | شامل: بلغارستان: ۶۰۸ کیلومتر (۳۷۸ مایل) · مجارستان: ۴۴۳ کیلومتر (۲۷۵ مایل) · مولدووا: ۴۵۰ کیلومتر (۲۸۰ مایل) · صربستان: ۴۷۶ کیلومتر (۲۹۶ مایل) · اوکراین (2): ۵۳۱ کیلومتر (۳۳۰ مایل) |
| روسیه | ۲۰٬۰۱۷            | ۱۲٬۴۳۸            | ۱۶          | ۱۴             | شامل: جمهوری آذربایجان: ۲۸۴ کیلومتر (۱۷۶ مایل) · بلاروس: ۹۵۹ کیلومتر (۵۹۶ مایل) · چین (2): ۳٬۶۴۵ کیلومتر (۲٬۲۶۵ مایل) · استونی: ۲۹۴ کیلومتر (۱۸۳ مایل) · فنلاند (2): ۱٬۳۴۰ کیلومتر (۸۳۰ مایل) · گرجستان: ۷۲۳ کیلومتر (۴۴۹ مایل) · قزاقستان: ۶٬۸۴۶ کیلومتر (۴٬۲۵۴ مایل) · کره شمالی: ۱۹ کیلومتر (۱۲ مایل) · لتونی: ۲۱۷ کیلومتر (۱۳۵ مایل) · لیتوانی: ۲۲۷ کیلومتر (۱۴۱ مایل) · مغولستان: ۳٬۴۸۵ کیلومتر (۲٬۱۶۵ مایل) · نروژ: ۱۹۶ کیلومتر (۱۲۲ مایل) · لهستان: ۲۰۶ کیلومتر (۱۲۸ مایل) · اوکراین: ۱٬۵۷۶ کیلومتر (۹۷۹ مایل) · اوستیای جنوبی: ۷۴ کیلومتر (۴۶ مایل) · آبخاز: ۲۴۱ کیلومتر (۱۵۰ مایل)                     |
| رواندا | ۸۹۳               | ۵۵۵               | ۴           | ۴              | شامل: بوروندی: ۲۹۰ کیلومتر (۱۸۰ مایل) · جمهوری دموکراتیک کنگو: ۲۱۷ کیلومتر (۱۳۵ مایل) · تانزانیا: ۲۱۷ کیلومتر (۱۳۵ مایل) · اوگاندا: ۱۶۹ کیلومتر (۱۰۵ مایل) |
| سنت کیتس و نویس | ۰                 | ۰                 | ۰           | ۰              | |
| سنت لوسیا | ۰                 | ۰                 | ۰           | ۰              | |
| سنت وینسنت و گرنادین‌ها | ۰                 | ۰                 | ۰           | ۰              | |
| ساموآ | ۰                 | ۰                 | ۰           | ۰              | |
| سان مارینو | ۳۹                | ۲۴                | ۱           | ۱              | شامل: ایتالیا: ۳۹ کیلومتر (۲۴ مایل) |
| سائوتومه و پرنسیپ | ۰                 | ۰                 | ۰           | ۰              | |
| عربستان سعودی | ۴٬۴۳۱             | ۲٬۷۵۳             | ۷           | ۷              | شامل: عراق: ۸۱۴ کیلومتر (۵۰۶ مایل) · اردن: ۷۴۴ کیلومتر (۴۶۲ مایل) · کویت: ۲۲۲ کیلومتر (۱۳۸ مایل) · عمان: ۶۷۶ کیلومتر (۴۲۰ مایل) · قطر: ۶۰ کیلومتر (۳۷ مایل) · امارات متحده عربی: ۴۵۷ کیلومتر (۲۸۴ مایل) · یمن: ۱٬۴۵۸ کیلومتر (۹۰۶ مایل) |
| سنگال | ۲٬۶۴۰             | ۱٬۶۴۰             | ۵           | ۵              | شامل: گامبیا: ۷۴۰ کیلومتر (۴۶۰ مایل) · گینه: ۳۳۰ کیلومتر (۲۱۰ مایل) · گینه بیسائو: ۳۳۸ کیلومتر (۲۱۰ مایل) · مالی: ۴۱۹ کیلومتر (۲۶۰ مایل) · موریتانی: ۸۱۳ کیلومتر (۵۰۵ مایل) |
| صربستان | ۲٬۰۲۷             | ۱٬۲۶۰             | ۸           | ۸              | شامل: بوسنی و هرزگوین (2): ۳۰۲ کیلومتر (۱۸۸ مایل) · بلغارستان: ۳۱۸ کیلومتر (۱۹۸ مایل) · کرواسی: ۲۴۱ کیلومتر (۱۵۰ مایل) · مجارستان: ۱۵۱ کیلومتر (۹۴ مایل) · کوزوو: ۳۵۲ کیلومتر (۲۱۹ مایل) · مونته‌نگرو: ۱۲۴ کیلومتر (۷۷ مایل) · مقدونیه شمالی: ۶۲ کیلومتر (۳۹ مایل) · رومانی: ۴۷۶ کیلومتر (۲۹۶ مایل) |
| سیشل | ۰                 | ۰                 | ۰           | ۰              | |
| سیرالئون | ۹۵۸               | ۵۹۵               | ۲           | ۲              | شامل: گینه: ۶۵۲ کیلومتر (۴۰۵ مایل) · لیبریا: ۳۰۶ کیلومتر (۱۹۰ مایل) |
| سنگاپور | ۰                 | ۰                 | 0           | 0              | |
| اسلواکی | ۱٬۵۲۴             | ۹۴۷               | ۵           | ۵              | شامل: اتریش: ۹۱ کیلومتر (۵۷ مایل) · جمهوری چک: ۲۱۵ کیلومتر (۱۳۴ مایل) · مجارستان: ۶۷۷ کیلومتر (۴۲۱ مایل) · لهستان: ۴۴۴ کیلومتر (۲۷۶ مایل) · اوکراین: ۹۷ کیلومتر (۶۰ مایل) |
| اسلوونی | ۱٬۳۳۴             | ۸۲۹               | ۴           | ۴              | شامل: اتریش: ۳۳۰ کیلومتر (۲۱۰ مایل) · کرواسی: ۶۷۰ کیلومتر (۴۲۰ مایل) · ایتالیا: ۲۳۲ کیلومتر (۱۴۴ مایل) · مجارستان: ۱۰۲ کیلومتر (۶۳ مایل) |
| جزایر سلیمان | ۰                 | ۰                 | ۰           | ۰              | |
| سومالی | ۲٬۳۴۰             | ۱٬۴۵۰             | ۳           | ۳              | شامل: جیبوتی: ۶۱ کیلومتر (۳۸ مایل) · اتیوپی: ۱٬۶۰۰ کیلومتر (۹۹۰ مایل) · کنیا: ۶۸۲ کیلومتر (۴۲۴ مایل) |
| آفریقای جنوبی | ۴٬۸۶۲             | ۳٬۰۲۱             | ۶           | ۶              | شامل: بوتسوانا: ۱٬۸۴۰ کیلومتر (۱٬۱۴۰ مایل) · اسواتینی: ۴۳۰ کیلومتر (۲۷۰ مایل) · لسوتو: ۹۰۹ کیلومتر (۵۶۵ مایل) · موزامبیک (2): ۴۹۱ کیلومتر (۳۰۵ مایل) · نامیبیا: ۹۶۷ کیلومتر (۶۰۱ مایل) · زیمبابوه: ۲۲۵ کیلومتر (۱۴۰ مایل) |
| اوستیای جنوبی | ۴۶۶               | ۲۹۰               | ۲           | ۲              | شامل: روسیه: ۷۴ کیلومتر (۴۶ مایل) · گرجستان: ۳۳۴ کیلومتر (۲۰۸ مایل) |
| سودان جنوبی | ۴٬۷۹۷             | ۲٬۹۸۱             | ۶           | ۶              | شامل: جمهوری آفریقای مرکزی: ۶۸۲ کیلومتر (۴۲۴ مایل) · جمهوری دموکراتیک کنگو: ۶۲۸ کیلومتر (۳۹۰ مایل) · اتیوپی: ۸۸۳ کیلومتر (۵۴۹ مایل) · کنیا: ۲۳۲ کیلومتر (۱۴۴ مایل) · سودان: ۱٬۹۳۷ کیلومتر (۱٬۲۰۴ مایل) · اوگاندا: ۴۳۵ کیلومتر (۲۷۰ مایل) |
| اسپانیا | ۱٬۹۱۸             | ۱٬۱۹۲             | ۹           | ۵              | شامل: آندورا: ۶۳٫۷ کیلومتر (۳۹٫۶ مایل) · فرانسه (3): ۶۲۳ کیلومتر (۳۸۷ مایل) · جبل طارق: (United Kingdom) ۱٫۲ کیلومتر (۰٫۷۵ مایل) · پرتغال: ۱٬۲۱۴ کیلومتر (۷۵۴ مایل) · مراکش (3): ۱۷ کیلومتر (۱۱ مایل) |
| سری‌لانکا | ۰                 | ۰                 | ۰           | ۰              | |
| سودان | ۶٬۷۶۴             | ۴٬۲۰۳             | ۷           | ۷              | شامل: جمهوری آفریقای مرکزی: ۴۸۳ کیلومتر (۳۰۰ مایل) · چاد: ۱٬۳۶۰ کیلومتر (۸۵۰ مایل) · مصر: ۱٬۲۷۳ کیلومتر (۷۹۱ مایل) · اریتره: ۶۰۵ کیلومتر (۳۷۶ مایل) · اتیوپی: ۷۲۳ کیلومتر (۴۴۹ مایل) · لیبی: ۳۸۳ کیلومتر (۲۳۸ مایل) · سودان جنوبی: ۱٬۹۳۷ کیلومتر (۱٬۲۰۴ مایل) |
| سورینام | ۱٬۷۰۷             | ۱٬۰۶۱             | ۳           | ۳              | شامل: برزیل: ۵۹۷ کیلومتر (۳۷۱ مایل) · گویان فرانسه (France): ۵۱۰ کیلومتر (۳۲۰ مایل) · گویان: ۶۰۰ کیلومتر (۳۷۰ مایل) |
| سوئد | ۲٬۲۳۳             | ۱٬۳۸۸             | ۵           | ۲              | شامل: فنلاند (4): ۶۱۴ کیلومتر (۳۸۲ مایل) (including 0.5 km and 2 border segments with Åland Islands) · نروژ: ۱٬۶۱۹ کیلومتر (۱٬۰۰۶ مایل) |
| سوئیس | ۱٬۸۵۲             | ۱٬۱۵۱             | ۸           | ۵              | شامل: اتریش (2): ۱۶۴ کیلومتر (۱۰۲ مایل) · فرانسه: ۵۷۳ کیلومتر (۳۵۶ مایل) · ایتالیا (2): ۷۴۰ کیلومتر (۴۶۰ مایل) · لیختن‌اشتاین: ۴۱ کیلومتر (۲۵ مایل) · آلمان (2): ۳۳۴ کیلومتر (۲۰۸ مایل) |
| سوریه | ۲٬۲۵۳             | ۱٬۴۰۰             | ۶           | ۵              | شامل: عراق: ۶۰۵ کیلومتر (۳۷۶ مایل) · اسرائیل: ۷۶ کیلومتر (۴۷ مایل) · اردن: ۳۷۵ کیلومتر (۲۳۳ مایل) · لبنان: ۳۷۵ کیلومتر (۲۳۳ مایل) · ترکیه (2): ۸۲۲ کیلومتر (۵۱۱ مایل) |
| تاجیکستان | ۳٬۶۵۱             | ۲٬۲۶۹             | ۴           | ۴              | شامل: افغانستان: ۱٬۲۰۶ کیلومتر (۷۴۹ مایل) · چین: ۴۱۴ کیلومتر (۲۵۷ مایل) · قرقیزستان (3): ۸۷۰ کیلومتر (۵۴۰ مایل) · ازبکستان (2): ۱٬۱۶۱ کیلومتر (۷۲۱ مایل) |
| تانزانیا | ۳٬۸۶۱             | ۲٬۳۹۹             | ۸           | ۸              | شامل: بوروندی: ۴۵۱ کیلومتر (۲۸۰ مایل) · جمهوری دموکراتیک کنگو: ۴۵۹ کیلومتر (۲۸۵ مایل) · کنیا: ۷۶۹ کیلومتر (۴۷۸ مایل) · مالاوی: ۴۷۵ کیلومتر (۲۹۵ مایل) · موزامبیک: ۷۵۶ کیلومتر (۴۷۰ مایل) · رواندا: ۲۱۷ کیلومتر (۱۳۵ مایل) · اوگاندا: ۳۹۶ کیلومتر (۲۴۶ مایل) · زامبیا: ۳۳۸ کیلومتر (۲۱۰ مایل) |
| تایلند | ۴٬۸۶۳             | ۳٬۰۲۲             | ۴           | ۴              | شامل: کامبوج: ۸۰۳ کیلومتر (۴۹۹ مایل) · لائوس: ۱٬۷۵۴ کیلومتر (۱٬۰۹۰ مایل) · مالزی: ۵۰۶ کیلومتر (۳۱۴ مایل) · میانمار: ۱٬۸۰۰ کیلومتر (۱٬۱۰۰ مایل) |
| توگو | ۱٬۶۴۷             | ۱٬۰۲۳             | ۳           | ۳              | شامل: بنین: ۶۴۴ کیلومتر (۴۰۰ مایل) · بورکینافاسو: ۱۲۶ کیلومتر (۷۸ مایل) · غنا: ۸۷۷ کیلومتر (۵۴۵ مایل) |
| تونگا | ۰                 | ۰                 | ۰           | ۰              | |
| ترینیداد و توباگو | ۰                 | ۰                 | ۰           | ۰              | |
| تونس | ۱٬۴۶۹             | ۹۱۳               | ۲           | ۲              | شامل: الجزایر: ۱٬۰۱۰ کیلومتر (۶۳۰ مایل) · لیبی: ۴۵۹ کیلومتر (۲۸۵ مایل) |
| ترکیه | ۲٬۶۴۸             | ۱٬۶۴۵             | ۹           | ۸              | شامل: ارمنستان: ۲۶۸ کیلومتر (۱۶۷ مایل) · جمهوری آذربایجان: ۹ کیلومتر (۵٫۶ مایل) · بلغارستان: ۲۴۰ کیلومتر (۱۵۰ مایل) · گرجستان: ۲۵۲ کیلومتر (۱۵۷ مایل) · یونان: ۲۰۶ کیلومتر (۱۲۸ مایل) · ایران: ۴۹۹ کیلومتر (۳۱۰ مایل) · عراق: ۳۵۲ کیلومتر (۲۱۹ مایل) · سوریه (2): ۸۲۲ کیلومتر (۵۱۱ مایل) |
| ترکمنستان | ۳٬۷۳۶             | ۲٬۳۲۱             | ۴           | ۴              | شامل: افغانستان: ۷۴۴ کیلومتر (۴۶۲ مایل) · ایران: ۹۹۲ کیلومتر (۶۱۶ مایل) · قزاقستان: ۳۷۹ کیلومتر (۲۳۵ مایل) · ازبکستان: ۱٬۶۲۱ کیلومتر (۱٬۰۰۷ مایل) |
| تووالو | ۰                 | ۰                 | ۰           | ۰              | |
| اوگاندا | ۲٬۶۹۸             | ۱٬۶۷۶             | ۵           | ۵              | شامل: جمهوری دموکراتیک کنگو: ۷۶۵ کیلومتر (۴۷۵ مایل) · کنیا: ۹۳۳ کیلومتر (۵۸۰ مایل) · رواندا: ۱۶۹ کیلومتر (۱۰۵ مایل) · سودان جنوبی: ۴۳۵ کیلومتر (۲۷۰ مایل) · تانزانیا: ۳۹۶ کیلومتر (۲۴۶ مایل) |
| اوکراین | ۴٬۶۶۳             | ۲٬۸۹۷             | ۸           | ۷              | شامل: بلاروس: ۸۹۱ کیلومتر (۵۵۴ مایل) · مجارستان: ۱۰۳ کیلومتر (۶۴ مایل) · مولدووا: ۹۳۹ کیلومتر (۵۸۳ مایل) · لهستان: ۵۲۶ کیلومتر (۳۲۷ مایل) · رومانی (2): ۵۳۱ کیلومتر (۳۳۰ مایل) · روسیه: ۱٬۵۷۶ کیلومتر (۹۷۹ مایل) · اسلواکی: ۹۷ کیلومتر (۶۰ مایل) |
| امارات متحده عربی | ۸۶۷               | ۵۳۹               | 5 (6)       | 2 (3)          | شامل: عمان (4): ۴۱۰ کیلومتر (۲۵۰ مایل) · عربستان سعودی: ۴۵۷ کیلومتر (۲۸۴ مایل) |
| بریتانیا | ۴۹۹               | ۳۱۰               | ۱           | ۱              | شامل: جمهوری ایرلند: ۴۹۹ کیلومتر (۳۱۰ مایل) |
| بریتانیا (شامل سرزمین‌های فرادریایی و جزیره‌های وابسته به تاج‌وتخت) →شامل: → آکراتاری و داکیلیا · → آنگویلا · → برمودا · → قلمرو اقیانوس هند بریتانیا · → جزایر ویرجین انگلستان · → جزایر کیمن · → جزایر فالکلند · → جبل طارق · → گرنزی · → جزیره من · → جرزی · → مونتسرات · → جزایر پیت‌کرن · → سینت هلینا · → جورجیای جنوبی و جزایر ساندویچ جنوبی · → جزایر تورکس و کایکوس | ۵۱۳               | ۳۱۹               | ۷           | ۳              | شامل: قبرس (5): ۱۵۲ کیلومتر (۹۴ مایل) · جمهوری ایرلند: ۴۹۹ کیلومتر (۳۱۰ مایل) · اسپانیا: ۱٫۲ کیلومتر (۰٫۷۵ مایل) |
| ایالات متحده آمریکا | ۱۲٬۰۳۴            | ۷٬۴۷۸             | ۵           | ۲              | شامل: کانادا (4): ۸٬۸۹۳ کیلومتر (۵٬۵۲۶ مایل) · مکزیک: ۳٬۱۴۱ کیلومتر (۱٬۹۵۲ مایل) |
| اروگوئه | ۱٬۵۶۴             | ۹۷۲               | ۲           | ۲              | شامل: آرژانتین: ۵۷۹ کیلومتر (۳۶۰ مایل) · برزیل: ۹۸۵ کیلومتر (۶۱۲ مایل) |
| ازبکستان | ۶٬۲۲۱             | ۳٬۸۶۶             | ۵           | ۵              | شامل: افغانستان: ۱۳۷ کیلومتر (۸۵ مایل) · قزاقستان: ۲٬۲۰۳ کیلومتر (۱٬۳۶۹ مایل) · قرقیزستان (6): ۱٬۰۹۹ کیلومتر (۶۸۳ مایل) · تاجیکستان (2): ۱٬۱۶۱ کیلومتر (۷۲۱ مایل) · ترکمنستان: ۱٬۶۲۱ کیلومتر (۱٬۰۰۷ مایل) |
| وانواتو | ۰                 | ۰                 | ۰           | ۰              | |
| واتیکان | ۳٫۲               | ۲٫۰               | ۱           | ۱              | شامل: ایتالیا: ۳٫۲ کیلومتر (۲٫۰ مایل) |
| ونزوئلا | ۴٬۹۹۳             | ۳٬۱۰۳             | ۳           | ۳              | شامل: برزیل: ۲٬۲۰۰ کیلومتر (۱٬۴۰۰ مایل) · کلمبیا: ۲٬۰۵۰ کیلومتر (۱٬۲۷۰ مایل) · گویان: ۷۴۳ کیلومتر (۴۶۲ مایل) |
| ویتنام | ۴٬۶۳۹             | ۲٬۸۸۳             | ۳           | ۳              | شامل: کامبوج: ۱٬۲۲۸ کیلومتر (۷۶۳ مایل) · چین: ۱٬۲۸۱ کیلومتر (۷۹۶ مایل) · لائوس: ۲٬۱۳۰ کیلومتر (۱٬۳۲۰ مایل) |
| صحرای غربی | ۲٬۰۴۶             | ۱٬۲۷۱             | ۳           | ۳              | شامل: الجزایر: ۴۲ کیلومتر (۲۶ مایل) · موریتانی: ۱٬۵۶۱ کیلومتر (۹۷۰ مایل) · مراکش: ۴۴۳ کیلومتر (۲۷۵ مایل) |
| یمن | ۱٬۷۴۶             | ۱٬۰۸۵             | ۲           | ۲              | شامل: عمان: ۲۸۸ کیلومتر (۱۷۹ مایل) · عربستان سعودی: ۱٬۴۵۸ کیلومتر (۹۰۶ مایل) |
| زامبیا | ۵٬۶۶۷             | ۳٬۵۲۱             | ۸           | ۸              | شامل: آنگولا: ۱٬۱۱۰ کیلومتر (۶۹۰ مایل) · بوتسوانا: ۰٫۱۵ کیلومتر (۰٫۰۹۳ مایل) · جمهوری دموکراتیک کنگو: ۱٬۹۳۰ کیلومتر (۱٬۲۰۰ مایل) · مالاوی: ۸۳۷ کیلومتر (۵۲۰ مایل) · موزامبیک: ۴۱۹ کیلومتر (۲۶۰ مایل) · نامیبیا: ۲۳۳ کیلومتر (۱۴۵ مایل) · تانزانیا: ۳۳۸ کیلومتر (۲۱۰ مایل) · زیمبابوه: ۷۹۷ کیلومتر (۴۹۵ مایل) |
| زیمبابوه | ۳٬۰۶۶             | ۱٬۹۰۵             | ۴           | ۴              | شامل: بوتسوانا: ۸۱۳ کیلومتر (۵۰۵ مایل) · موزامبیک: ۱٬۲۳۱ کیلومتر (۷۶۵ مایل) · آفریقای جنوبی: ۲۲۵ کیلومتر (۱۴۰ مایل) · زامبیا: ۷۹۷ کیلومتر (۴۹۵ مایل) |